# Pasi Rawa
Pasi Rawa is een bestuurslaag in het regentschap Pidie van de provincie Atjeh, Indonesië. Pasi Rawa telt 982 inwoners (volkstelling 2010).